# Чалигава, Георгий Худович
Георгий Худович Чалигава (род. 28 февраля 1965, Ткварчели) — советский футболист, нападающий. Заслуженный тренер Республики Абхазия по футболу.

## Биография
Играл в дворовый футбол, с 12 лет — в спортивной школе Ткварчели.
С 1982 года — в составе «Динамо» Сухуми. За клуб в 1983—1991 годах во второй (1983—1989) и первой (1990—1991) лигах первенства СССР сыграл 289 матчей, забил 103 гола. Лучший бомбардир команды в 1990 году — 12 голов.
В 1986 году провёл четыре матча за дубль «Динамо» Тбилиси.
В сезоне 1991/92 чемпионата Грузии сыграл 17 матчей, забил 11 голов за клуб «Амирани» Очамчира. Имел возможность играть в Польше за команду второй лиги, но из-за военных событий вернулся в Абхазию и завершил карьеру игрока.
Участник Спартакиады народов СССР 1986 года в составе сборной Грузинской ССР.
С 1994 года — тренер команды «Абазг-АГУ». Обладатель Кубка Абхазии, чемпион и призёр первенства. Бронзовый призёр чемпионата Абхазии с клубом «Бзана» Кутол (1997). Тренировал юношескую сборную Абхазии (2014). Тренер детско-юношеской команды в РДЮСШ.
Сын Аксентий также футболист.